# Белоболотский сельсовет
Белоболотский сельсовет (белор. Белабалоцкі сельсавет; до 1983 года — Чернянский) — административная единица на территории Речицкого района Гомельской области Белоруссии. Административный центр — агрогородок Белое Болото.

## История
2 апреля 1959 года часть территории упразднённого Копанского сельсовета присоединена до Чернянского сельсовета (деревня Белое Болото (совхоз «Речица»). 
12 августа 2011 года упразднена деревня Переход.

## Состав
Белоболотский сельсовет включает 10 населённых пунктов:
- Белое Болото — агрогородок.
- Гиров — деревня.
- Глушец — деревня.
- Красный Октябрь — посёлок.
- Пескополье — деревня.
- Репище — деревня.
- Столпня-1 — деревня.
- Столпня-2 — деревня.
- Хотецкое — деревня.
- Чёрное — деревня.

Упразднённые населённые пункты: 
- Переход[2] — деревня.